# ガイセリック

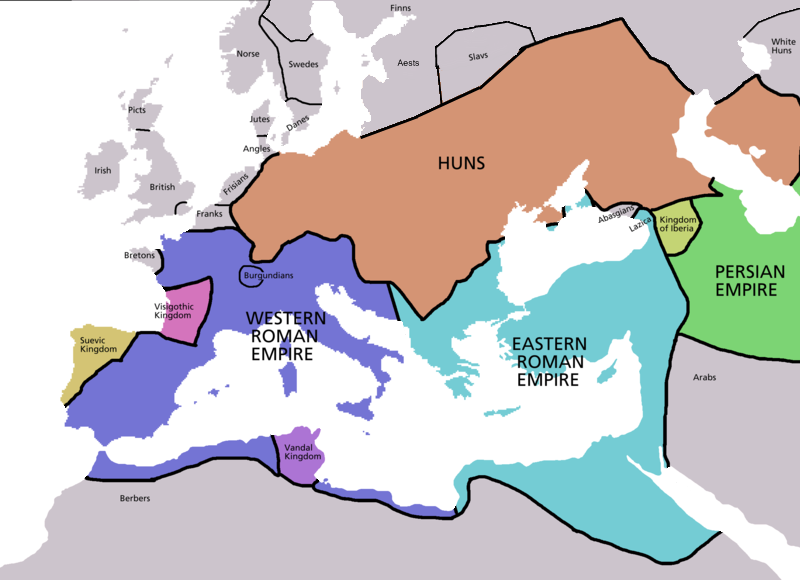
450年代の西ヨーロッパ

ガイセリック（あるいはゲンセリック、ゲイセリックとも、ラテン文字表記：Gaisericなど、389年頃 - 477年1月25日）は、ゲルマン諸部族の一派ヴァンダル族とアラン族の王（428年 - 477年）である。
ガイセリックは同時代の西ゴート族の王アラリック1世やフン族のアッティラ大王と同様に稀代の軍略家で、北アフリカにヴァンダル王国を築き、5世紀にローマ帝国の主に西部（西ローマ帝国）を攻めて、東西ローマ帝国を大いに悩ませた。ガイセリック率いるヴァンダル王国の登場によって地中海を支配したローマの時代は終わりを告げる。そしてローマ滅亡に向かう象徴的事件としてローマ略奪がある。ガイセリックの50年近くに渡る治世中、ヴァンダル族は比較的小さなゲルマン一部族から地中海の主要勢力に隆盛したが、ガイセリック死後は衰退と崩壊への道を辿っていった。
なお、古代末期の時代は2世紀に始まった民族大移動により、ヨーロッパの勢力図は大きく変化していた。ガリア西部に西ゴート族、ヒスパニアにスエビ族が割拠していた。450年までに、アッティラ率いるフン族が東欧と中欧の諸族を従えて大帝国を築いた。フン族は、フランク族、ブルグント族、ゲピード族、ルギイ族、東ゴート族などを傘下に入れ台頭し、東西ローマ帝国を苦しめた。ガイセリックの活躍はこうした情勢を背景にローマ帝国が衰退し滅亡に向かっていた時代に符合している。彼はヴァンダル族を率いて北アフリカに侵入を果たして、カルタゴで強力な海軍をつくり地中海沿岸部を襲撃し、西ローマ帝国とその経済に打撃を加えた。

## 概要
ヴァンダル族はローマ帝国北辺のゲルマニア辺境地帯を流転した後ライン川を渡り、ヒスパニアを目指してガリアを南下した。長い放浪を経てバエティカ（現在のスペインのアンダルシア地方にあたる地域）へと移住していく。アンダルシアという地名の由来はアラビア語でヴァンダル族の地を意味する“アル・ヴァンダル”の訛から来ている。
ガイセリックはヴァンダル族とアラン族を率いて「ヴァンダルとアランの王」を名乗り、各地を転戦しながら新王国創建の地を南へと求めていく。同時期、ローマ帝国ではアエティウスとボニファティウス（アフリカ総督）との対立が深刻化していた。ガイセリックはローマの分裂という好機に乗じてヴァンダル族の民を率いアフリカへと渡っていく。彼は現在モロッコからアルジェリア北部に及ぶ地域マウレタニアで孤立し弱体となっていたローマ軍を撃破しながら北アフリカの沿岸部を迅速に移動した。8万人を率いてヨーロッパからアフリカに渡り、現在の地域で数々の戦いに勝利し、北アフリカの主要都市カルタゴを包囲して占領した。ガイセリックは北アフリカにヴァンダル王国を築き、西ローマ帝国の新たな脅威となった。ヴァンダル王国はカルタゴ占領時に獲得した軍船を用い、シチリア島、サルディニア島、コルシカ島を服従させた。442年、ローマ帝国はアフリカ属州が征服されたことを公に認め、ヴァンダル王国を承認した。
その後、約30年の間、ヴァンダル族は奪取した船団を派遣して地中海各地を略奪する海賊として活動した。ガイセリックの最も有名な業績は455年6月のローマ占領と略奪である。451年、フン族の王アッティラと同盟し、ガリアに侵攻したが、西ローマ帝国の将軍アエティウスに、カタラウヌムの戦いで敗れた。455年西ローマ皇帝ウァレンティニアヌス3世が殺害され、これによって我が身に危機感を抱いたウァレンティニアヌスの妃は、ガイセリックに救援を求めた。これを大義名分としたガイセリックは442年にウァレンティニアヌスと結んでいた平和条約を破棄し、イタリアへ上陸した。ローマ教皇レオ1世は使者を送って、ガイセリックに住民の虐殺や建築物の破壊をしないように求めた。ガイセリックがこの申し出に合意したため、ローマの城門は、ヴァンダル族の軍隊を迎えるために開かれた。しかし、ガイセリックに率いられたヴァンダル族は約束を反故にしてローマを略奪した。事件の結果、フン族と同様ヴァンダルの名はヨーロッパ諸国では現在も「略奪者」、「文化の破壊者」の意味で用いられることとなった。
だが、その後もヴァンダル王国はローマとの主要な戦争に勝利している。ヴァンダル人による略奪を止めるため、東西ローマ帝国はともにヴァンダル王国を服属させようとしたが、ガイセリックはなかなか応じようとしなかった。468年、バシリスクスの率いる東ローマ帝国艦隊がヴァンダル王国を屈服させんとするも、ガイセリックはローマ軍を壊滅させた。460年には西ローマ皇帝マヨリアヌス帝率いる討伐軍を撃退し、468年にはバシリスクス帝率いる東ローマ軍をボン岬半島の戦いで破った。474年、ガイセリックは東ローマ帝国との和平に応じた。ガイセリックは88歳という高齢まで生き、477年カルタゴにて世を去る。その後、息子のフネリックが王位を継承した。

## 誕生と国王即位

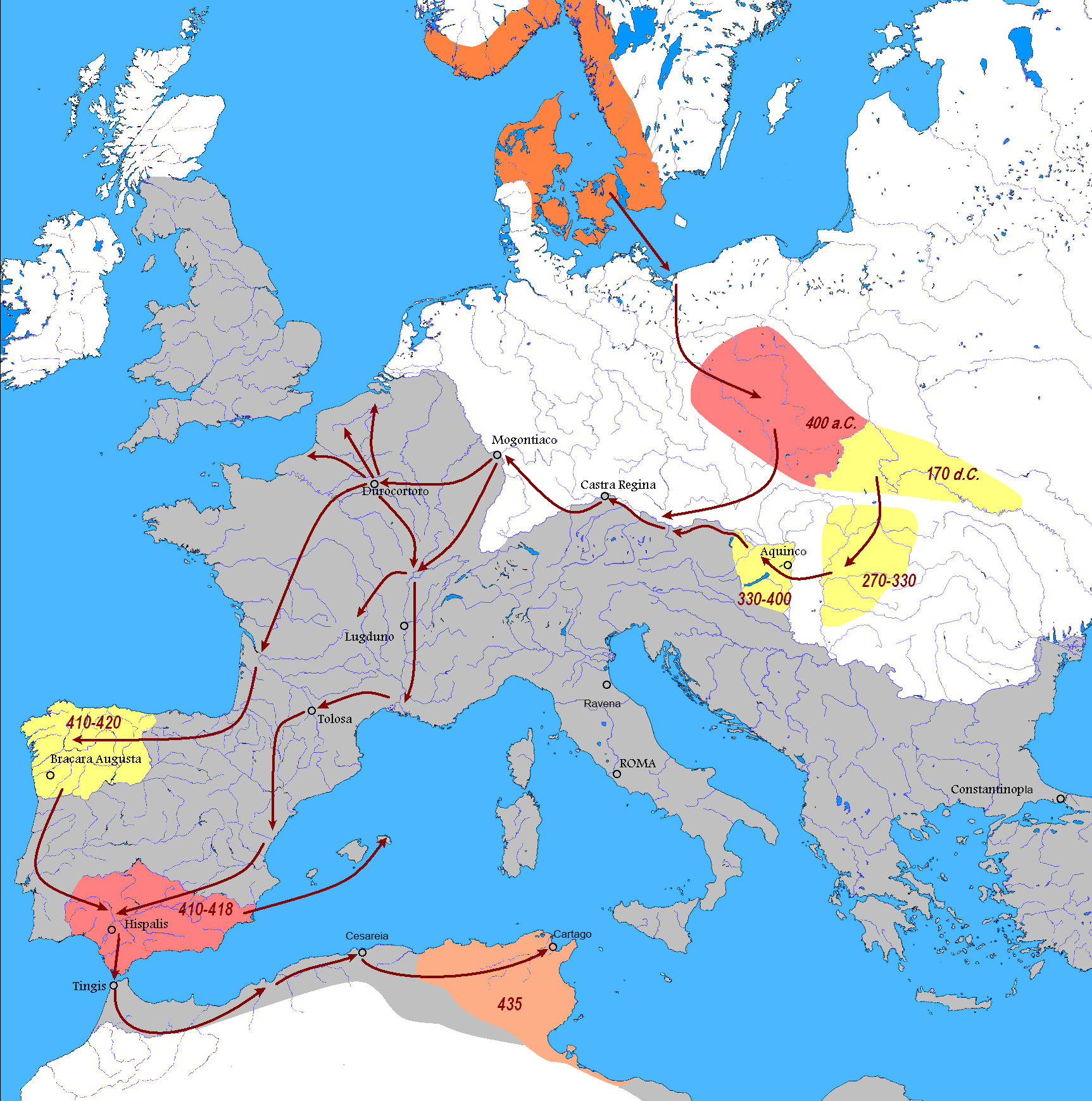
ヴァンダル族移動の図

ガイセリックは、ゴディギゼルの非嫡出子として誕生した。ゴディギゼル王はシリング系と競合していた部族アスディング系ヴァンダル族を統率する長であった。ヴァンダル族は現在のポーランド西部からルーマニア北部、ハンガリーへと放浪を重ねていた。ガイセリックは、389年ごろ移住先の現在のハンガリーのバラトン湖の近くで誕生したと考えられている。彼の容貌は一般的なゲルマン人の容貌、高身長で筋骨隆々な身体に恵まれなかったようで、背丈は低く若いころの落馬のせいで足を引きずっていたと言われている。戦士として生きなければならぬ当時の王としては、王らしからぬ王だったようだ。しかし、ガイセリックは次第に頭角を現し、当時の地中海世界で最高の軍略家となっていった。
400年から401年ごろ、おそらくフン族の侵入による圧力によって、ヴァンダル族はゴディギゼル王のもと移動を開始した。スエビ族やサルマティア人のアラン族と一緒に西方への移動していく。この頃、ヴァンダル族はキリスト教化されていた。ゴート族の初期と同じように彼らも、イエス・キリストは父なる神と等しい存在ではないとするアリウス主義を取り入れていたが、イエス・キリストは神に最も近い存在として特別に創造されたものだとしていた。これは、ローマ帝国において主流であったカトリック教会の信仰とは正反対のものであった。ローマ帝国とカトリック教会にとってはアリウス派とゲルマン部族は邪悪な異端者であり忌々しい存在であった。当然ながらヴァンダル族もローマ帝国のカトリック教会とローマ人を地上から抹殺すべき異端者として考えていた。
400年から410年にかけて西ゴート族の王アラリックがイタリアを蹂躙しており、アルプス以北のローマ帝国領は軍事的空白地帯となっていた。ヴァンダル族は空白地帯のドナウ川上流を西進してライン川一帯へと向かう。しかし、凍結したライン川にたどりついた辺りで、北ガリアにあるローマ帝国の属領にいたフランク族の抵抗にあった。この戦いによって、ゴディギゼル王を含めて2万人のヴァンダル族が死亡したが、アラン族の助けを借りてなんとかフランク族を負かすことができた。406年12月31日、ヴァンダル族はライン川渡河を果たし、ガリアに侵入した。ゴディギゼルの息子グンデリク王率いるヴァンダル族は、故郷の東欧より肥沃で文化レヴェルも高いガリアの西や南へ略奪して回った。父親が戦死した後、ガイセリックはヴァンダル族で新王グンデリクの次に力ある存在となっていた。そして、やがて王になる人物、それがグンデリクの異母兄弟ガイセリックであった。

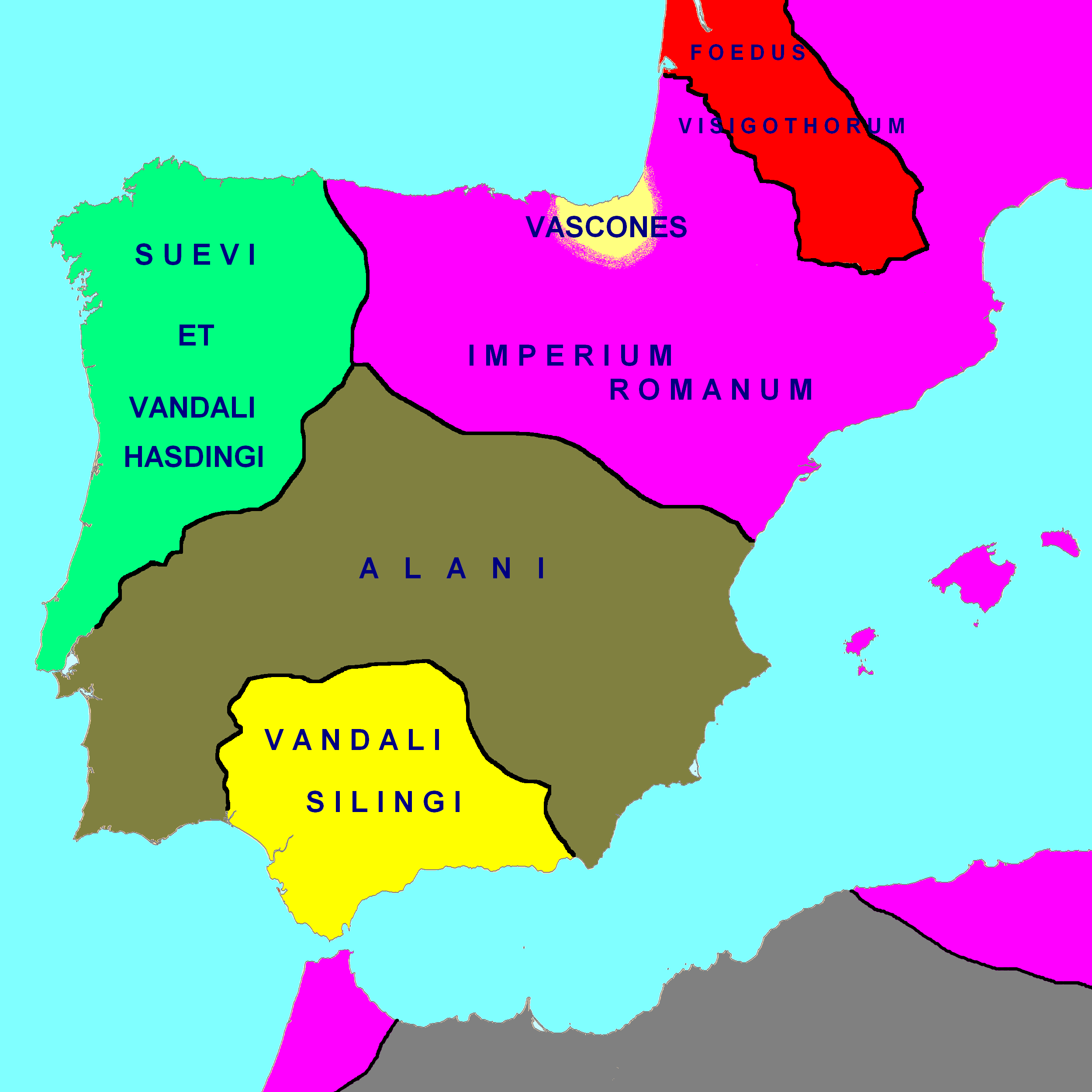
ヒスパニアのヴァンダル族

409年10月、ヴァンダル族はピレネー山脈を越えてスペインに入った。フランク族や西ゴート族にガリアを追い出されたのである。ガリアは豊かな土地で西ローマ帝国にとっても重要な土地であった。それ故、ローマによって遠方で肥沃度が低いイベリア半島への移住が要求されたのである。イベリア半島はヴァンダル族にとって、そして他の部族にとってローマ帝国から建国を許された土地であった。右図にあるとおり、アラン族がポルトガルとカルタヘナ一帯を領有し、アスディング系ヴァンダル族はガリシア地方の一部、シリング系がアンダルシアを得た。しかし、スエビ族もガリシアの一部を割り当てられ、アスディング系ヴァンダル族と境界を接していた。また、スエビ族は他の部族がローマ帝国から土地を受け取る前にスペインに侵入して土地を囲い込んでしまい、この抜け駆けがヴァンダル族やアラン族との紛争の原因となった。
428年、ヴァンダルの民はローマ帝国属州ヒスパリアのヒスパニア・バエティカに居住していた。グンデリクが死んだ後、ガイセリックが王に選ばれるが、彼はすぐに民が富と勢力を拡大させる方法を探し始めた。このとき、ヴァンダルはワリア王率いるより優勢な西ゴート族とその同盟部族から攻撃を受けて、多大な被害を被っていた。ローマ帝国が土地を餌にゲルマン諸部族の同士討ちを画策していたのである。ローマの画策でスエビ族や西ゴート族との領土争いは苛烈を極め、この過程でシリング系ヴァンダル族とアラン族は壊滅、多くの部族民が殺され、残存勢力はグンデリクとガイセリックが率いるアスディング系に統合されていく。しかし、ガイセリックが王となるとすぐにライヴァルのゲルマン部族との戦いを避けてヒスパニアを去る決意をした。実際のところ、彼が王になる前からローマの港町から奪った軍船、商船をかき集めて艦隊を編成していたと考えられる。すべてはヴァンダル族を苦しめてきたローマ帝国に復讐するためであった。428年、ガイセリックは現在のポルトガルにあたるルシタニア地方を治めていたスエビ族の軍勢に背後から攻撃を受けた。しかし、ガイセリックによってスエビ族の軍はメリダの近くで打ち破られた。スエビ族の王子ヘルミンガルは逃走しようとグアディアナ川を渡ろうとしたが溺死した。

## アフリカ征服と建国
ガイセリックのアフリカ征服の契機は西ローマ帝国の弱体化にある。西ローマ帝国を支えていた北アフリカの各属州における有力将軍の内紛は外敵を帝国内に招き寄せていく。
当時の北アフリカは灌漑用水路が整備され土地が肥えた一大穀倉地帯で、背後に広がる広大なサハラ砂漠に守られ民族移動時代の動乱と長く無縁だったこともあり、ローマ、アレクサンドリア、コンスタンティノープルに匹敵する人口100万の大都市カルタゴを有するなど西ローマ帝国で最も裕福な地域であった。しかし、土地はローマ皇帝や富裕なローマ市民に独占されており不在地主が恩恵を享受していたが、地元住民は収奪される一方でその恩恵にあずかっていなかった。こうした構造的不均衡が北アフリカに農民反乱やドナトゥス派による宗教紛争をつくりだし、情勢不穏な状況にあった。
この時期の西ローマ帝国はフラウィウス・フェリックス指揮下の有力将軍にアエティウスとボニファティウス（アフリカ総督）がいた。両将は対立関係にあり、やがて内戦へと発展する。ボニファティウスはアフリカ監督官（コメス）から総督に取り立てられアフリカ管区を統治していたが、背反の噂が流れて皇帝ウァレンティニアヌス3世の母后ガッラ・プラキディアの猜疑を受け召還命令を受けた。これはアエティウスの策謀によるものであったとされる。ボニファティウスはこれに応じず427年にアフリカで反乱を起こした。
この時期のガイセリックは、40代に差し掛かり人生経験も戦歴も豊富な指導者になっていた。彼はヴァンダル族がバエティカに入植した時王位にあったグンデリックの後継者として活躍していた。彼はスエビ族の攻撃から部族民の身を守っただけでなく、人々を率いて北アフリカへと移住させることに成功した。428年、兵員の推定数2万人、部族の最大数8万人とも言われているが、ヴァンダルとアランの部族を挙げてジブラルタル海峡を渡った。ガイセリックは、ヴァンダル族の軍事的強さを勝利していくために利用しようとしたローマの長官ボニファティウスの要請を受けて、西ローマ帝国唯一の安全地帯アフリカへと侵入していく。帝国内の内紛を制し北アフリカでの支配権を確立するために、ヴァンダル族を利用しようとするボニファティウスの戦略は思わぬ破綻を招いていく。ボニファティウスはイベリア半島のヴァンダル族に兵力提供を要請したが、そのヴァンダル族に脅威を感じた。

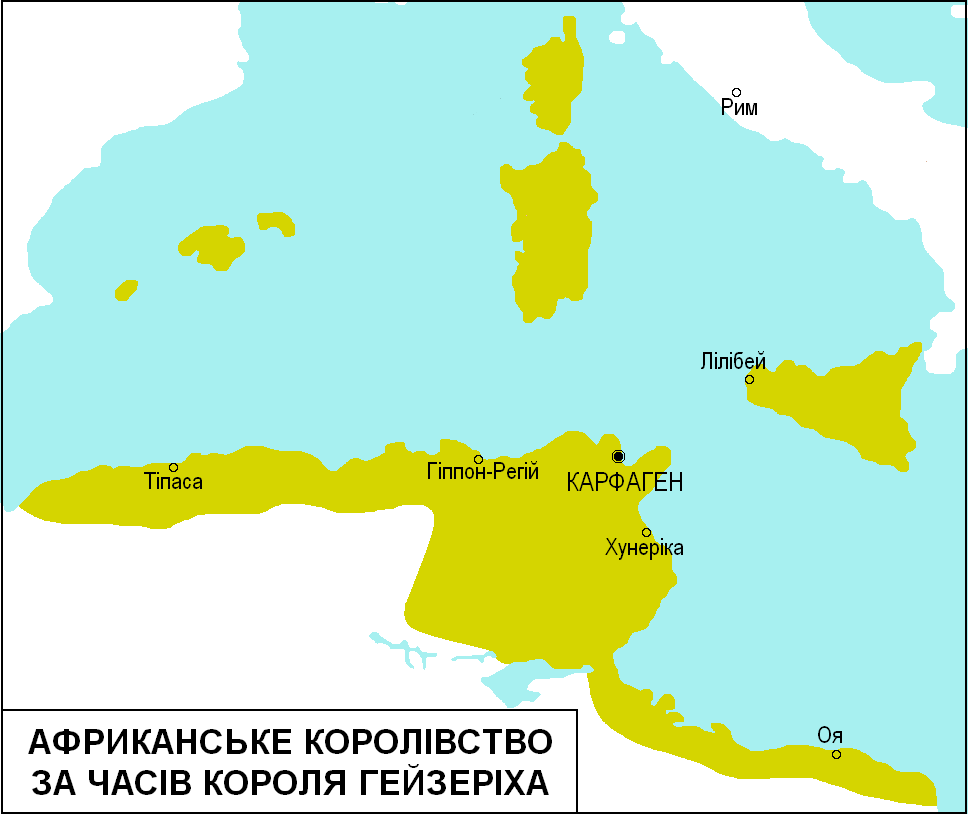
ヴァンダル王国

429年、ガイセリックはジブラルタル海峡を渡ってアフリカを東進していくにつれてマウレタニア各地に大惨事をもたらした。ボニファティウスがガッラ・プラキディアと関係改善を実現させ、パトリキ（宰相の称号）に叙されて中央政界に復帰したことでヴァンダルとの関係に利用価値はなくなっていった。ガイセリックはボニファティウスに捨てられアフリカからの撤収を要求される。こうした経緯でローマとの関係がこじれたのを機に、ボニファティウスはヴァンダル族を討伐しようとするが苦戦する。ついにガイセリックはローマ帝国に公然と刃向い、430年にボニファティウス軍を打ち破るに至った。ボニファティウスはアフリカを捨ててイタリアへ帰還した。ガイセリックは現地の貧弱な守備軍を撃破して占領地を広げ、富裕な地主と教会の財産を略奪していった。
ヴァンダル軍はそのまま東進を続けてヌミディア地方へと迫る。やがて、この頃齢76歳に達した古代末期最高の神学者、聖人アウグスティヌスが司教として赴任していた城塞都市ヒッポの町にも到達する。しかし、攻城兵器がなかったためガイセリックは直接攻撃を避けて周辺部を抑えることを優先させた。ヒッポを14カ月という長期にわたって孤立させた。アウグスティヌスは、この包囲三か月目、飢餓と恐怖が支配するヒッポの町でこの世を去っている。古代ローマ世界における精神の終焉を象徴する出来事の一つとなった。聖アウグスティヌスのもとにポシディウスという右筆がおり、このポシディウスによってこの一件もヴァンダル族の暴虐さを後々まで伝える出来事となった。
435年、西ローマ皇帝ウァレンティニアヌス3世とガイセリックは和平交渉を始める。マウレタニアとヌミディアの王として承認する代わりにカルタゴの包囲を解いて撤退するように要求される。ガイセリックはローマの要求を受諾してその証として息子のフネリックを人質としてローマに派遣し、和平協定を締結した。ガイセリックは帝国の支配下にあってローマの「フォエデラティ（同盟部族）」としてマウレタニアとヌミディアの一部を占有するとした条約に調印した。この和平協定により北アフリカにヴァンダル王国が建国された。

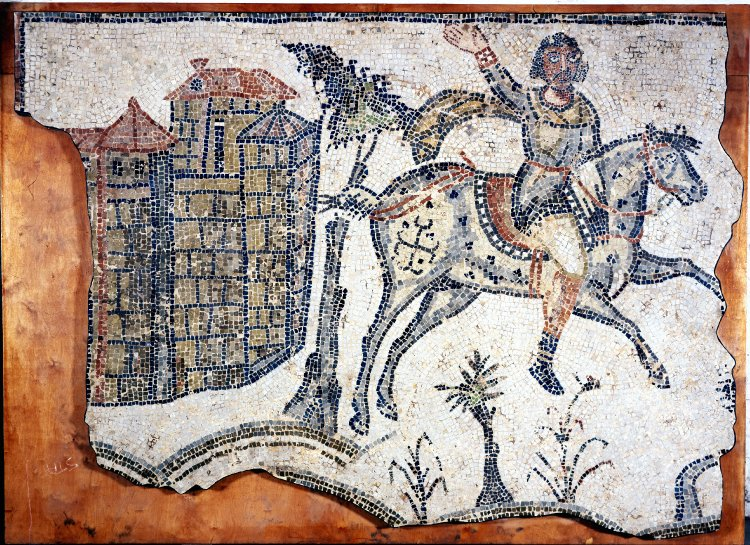
ヴァンダル騎兵

しかし、ガイセリックは侵攻の手を緩めなかった。彼は西ローマがガリアでの軍事作戦に係っきりになっているという情報を掴み、ローマを裏切って帝国に打撃を加えようと考える。439年10月19日、ガイセリックは突如進軍してカルタゴの町を占領、ローマ帝国の軍事力・経済力の源泉に打撃を加え、カルタゴ港内にあった西ローマ帝国軍の艦船の大部分を拿捕した。ここにアフリカに渡って以来の目的を果たしたのである。
このときの占領では、410年のローマ略奪を逃れた多くのローマ人がカルタゴ占領の時に捕えられた。しかし、新国家の首都にするために略奪と破壊はなかったとされている。ただし、ガイセッリクは兼ねてより側近たちにアリウス派の信仰に従うように要求していたが、それだけアリウス主義への情熱は強く、反面カトリックへの敵意は強烈であった。実際、カルタゴのカトリック司教クオデヴルトデウスは町を追われナポリへの逃亡を強いられた。しかしながら、ヴァンダル族の指導者たちはアリウス派でいるよう主張したものの、カルタゴ住民のカトリック信者に対して信仰の自由を許していた。ガイセリックは、一般の庶民には軽い税金を課した一方、税負担の大半を裕福なローマ人やカトリック聖職者に求めた。ガイセリックはゲルマン人の大多数とは異なり戦争のみ強い野蛮人ではなく現実感覚のある人物で、アリウス派とカトリック教徒、ドナトゥス派との立場を調整しながら国家建設を進めていく。
さらに、ガイセリックは多くのローマ艦船を奪取してヴァンダル艦隊を増強し、瞬く間に地中海の制海権を掌握した。ヴァンダル王国は首都をカルタゴに移してローマから西地中海を一挙に奪いにかかる。ローマはカルタゴと地中海での生存をかけて戦ったポエニ戦争以来の危機に陥る。
440年、ガイセリックは艦隊を派遣してローマの穀物庫であったシチリアを占領、加えて西ローマ帝国資金の逃亡先バレアレス諸島、サルディニア、コルシカ、そしてマルタ島など戦略的要衝の地を次々と占領した。ガイセリックは周辺諸島から建艦資材となる木材を調達し、カルタゴの港で新造艦を増産した。そしてヴァンダル族だけでなく周辺海域の海賊や熟練の船乗りたちを徴募してローマ帝国にはない海軍力として海上の強力な襲撃部隊を建設した。その後三十年間ヴァンダル族は、ローマ帝国が北方のフン族の侵攻で疲弊している間、西地中海一辺の海賊、掠奪者として活動していった。
東西ローマ帝国はカルタゴが征服されたことを正式に認めて、ヴァンダル王国は無法で統制不能な存在であり、もはやローマ帝国傘下の属国ではなく、独立国であると捉えるようになる。その後、西ローマ帝国を継承するオドアケルのイタリア王国もテオドリックの東ゴート王国も東ローマ帝国の属国であり、国王は皇帝の家臣あるいは代理人でしかなかった。ガイセリックはローマ帝国の権威に何の関心もなかったのである。まもなくガイセリックの艦隊は北アフリカやシチリアの穀倉地帯、そして重要な貿易ルートが走る西地中海一帯を支配し、都市ローマを完全包囲する体制をとっていくまでになっていた。西ローマ帝国は戦略的に重要な北アフリカと西地中海をわずか十年という短期間に失って国力が一気に衰退し、軍事的にも経済的にも追いつめられて、その命運はもはや風前の灯となっていた。

## ローマ略奪

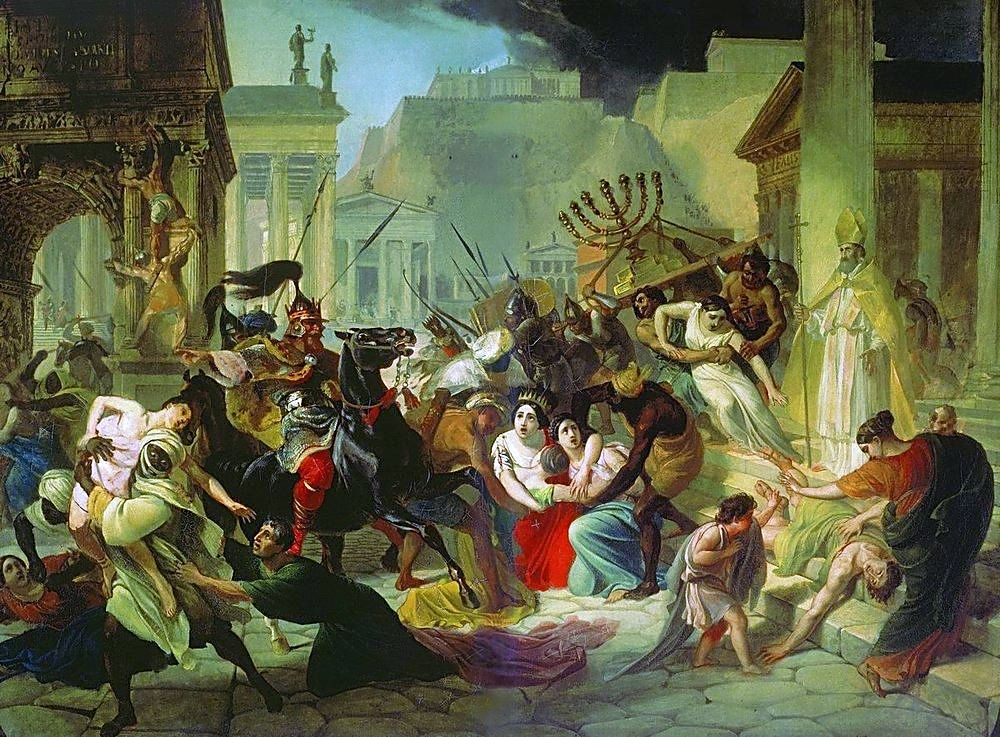
ヴァンダル族を率いてローマを略奪するガイセリック

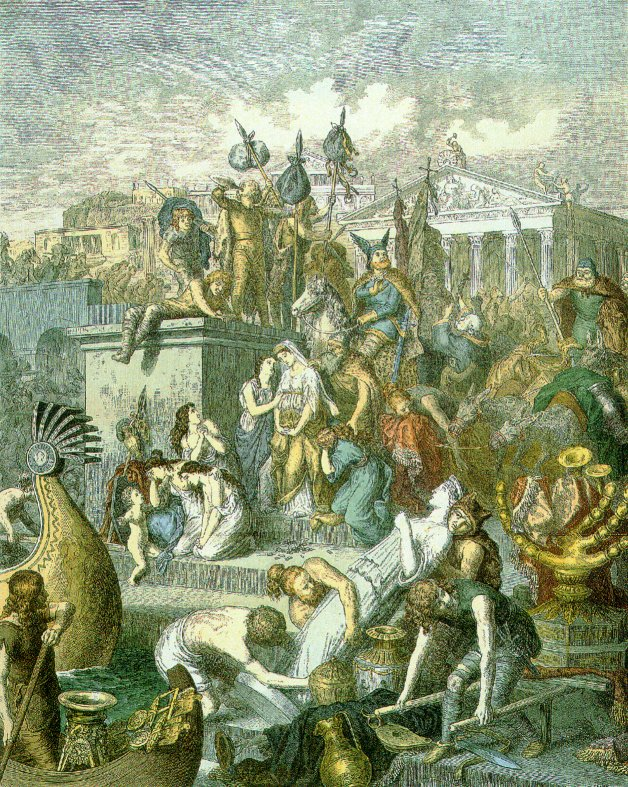
ヴァンダル族のローマ略奪（455年）

ヴァンダル王国のガイセリックと西ローマ帝国のウァレンティアヌス3世は、両国の同盟関係を強化するため人質としてローマに送られていたフネリックと皇女エウドキアとの婚約を440年ごろに結んでいた。このときの西ローマ帝国は食糧供給地と海上ルートをヴァンダル王国に握られ、食糧調達のために不利な同盟を選択せざるを得ない状況下におかれていたのである。451年にカタラウヌムの戦いでフン族の大王アッティラによる遠征を辛くも阻み、その後アエティウスを殺害して簒奪の危険を摘んだものの、ローマ帝国がゲルマン部族の諸王国の台頭を許して情勢混沌となっていた時、不慮の事件が起こる。455年、ウァレンティニアヌス3世が後継者不在のまま突如暗殺された。
しばしの空位の後、裕福な元老院の議員であったペトロニウス・マクシムス（以下、マクシムス帝と記載）が対立候補を退けて帝位を継承した。新皇帝マクシムス帝は先帝暗殺の黒幕とされていた。まず、マクシムス帝は権力の足固めに着手した。ウァレンティニアヌス3世の未亡人リキニア・エウドクシアと結婚、彼の息子のパラディウスが皇女エウドキアを娶った。この政略結婚は、マクシムス帝の家系とテオドシウス朝の血統関係を築いて権力を強化するためであった。こうしたローマの政情はガイセリックの野心を挫くものになったが、ガイセリックはこのときの情勢変化を狡猾に利用した。エウドクシアは先帝の暗殺にマクシムス帝が関与してると疑っており、この結婚を不承不承受け入れたと言われている。また、娘が政略結婚の道具となったことに彼女は絶望し、ヴァンダル王国のガイセリックに助けを求めた。このことがガイセッリクにローマ介入の口実を与え、ヴァンダル族はイタリア侵攻の準備を始めた。455年5月、ガイセリックは婚約破棄を平和協定の放棄と見なして、ローマに向けて艦隊を出帆させた。
この知らせが広まると市内はパニックに陥り、住民の多くが逃げ出し始めた。マクシムス帝はこの事態に全くの無為無策だった。アウィトゥス将軍が引き連れてくるはずの西ゴート族の援軍はいまだ到着しておらず、皇帝はヴァンダル族を防ぐことはできないと考えて逃亡を試みたが、455年5月31日、逃亡を群衆に遮られて殺害されてしまう。皇帝の死体は切り刻まれ、テヴェレ川に投げ捨てられた。彼の在位は僅か75日間だった。
ガイセリックは6月2日ローマに到着、周辺の水道を止めるなど封鎖をおこない都市を完全に包囲した。このとき、ローマ教皇レオ1世はガイセリックに都市を略奪したり破壊や殺人を行わないように要求した。ガイセリックがこの要求を受け入れたため、ローマは城門を開放した。しかし入城したガイセリック軍は教皇との約束は履行しなかった。二週間に渡って都市は略奪され、公有私有を問わずローマに存在するあらゆる財宝が没収され、膨大な量の金銀財貨が持ち去られた。この略奪によりカンピドリオの丘にあったユピテル神殿は屋根に葺かれた銅の装飾などが剥がされたほか、神殿本体も火をかけられるなど文化的に重要な施設にも被害がでた。皇后エウドクシアと娘エウドキアとプラキディア、そして船大工や水道・浴場の設計師など多くの職人がカルタゴに連れ去られた。高貴な人物が数多く人質とされ身代金徴収の具にされた他、多数の住民が奴隷として連行され、売り払われた。皇女エウドキアは悲運の末、456年にヴァンダル王子フネリックと結婚した。
455年のローマ略奪は、破壊行為や野蛮な行いを意味する「ヴァンダリズム」という言葉を後世に残した。ローマが廃墟化することはなかったものの、このときのヴァンダル族による略奪は徹底したものであった。410年の西ゴート族によるローマ略奪は3日で終息しているが、455年の略奪は2週間にわたった行われた。こののち、ローマが荒廃し廃墟となったのは東ゴート王国と東ローマ帝国の20年に及ぶ長い戦乱ゴート戦争と三度にわたるローマ略奪 (546年)、547年、550年によるもので、455年のヴァンダルによるローマ略奪の時点ではローマの町並みはまだ健在であった。ただし、大勢力ともいえない異民族の侵入を許し、混乱の中で皇帝が逃亡を図った末に落命し、教皇の交渉も無駄に終わって富が奪われ多くの貴婦人が敵地に連行される、これはローマ帝国史上に汚点を残す不名誉極まりないもので、人的犠牲や経済的損失以上に心理的ダメージは過去になく多大なものだった。

## 西ローマの政情不安

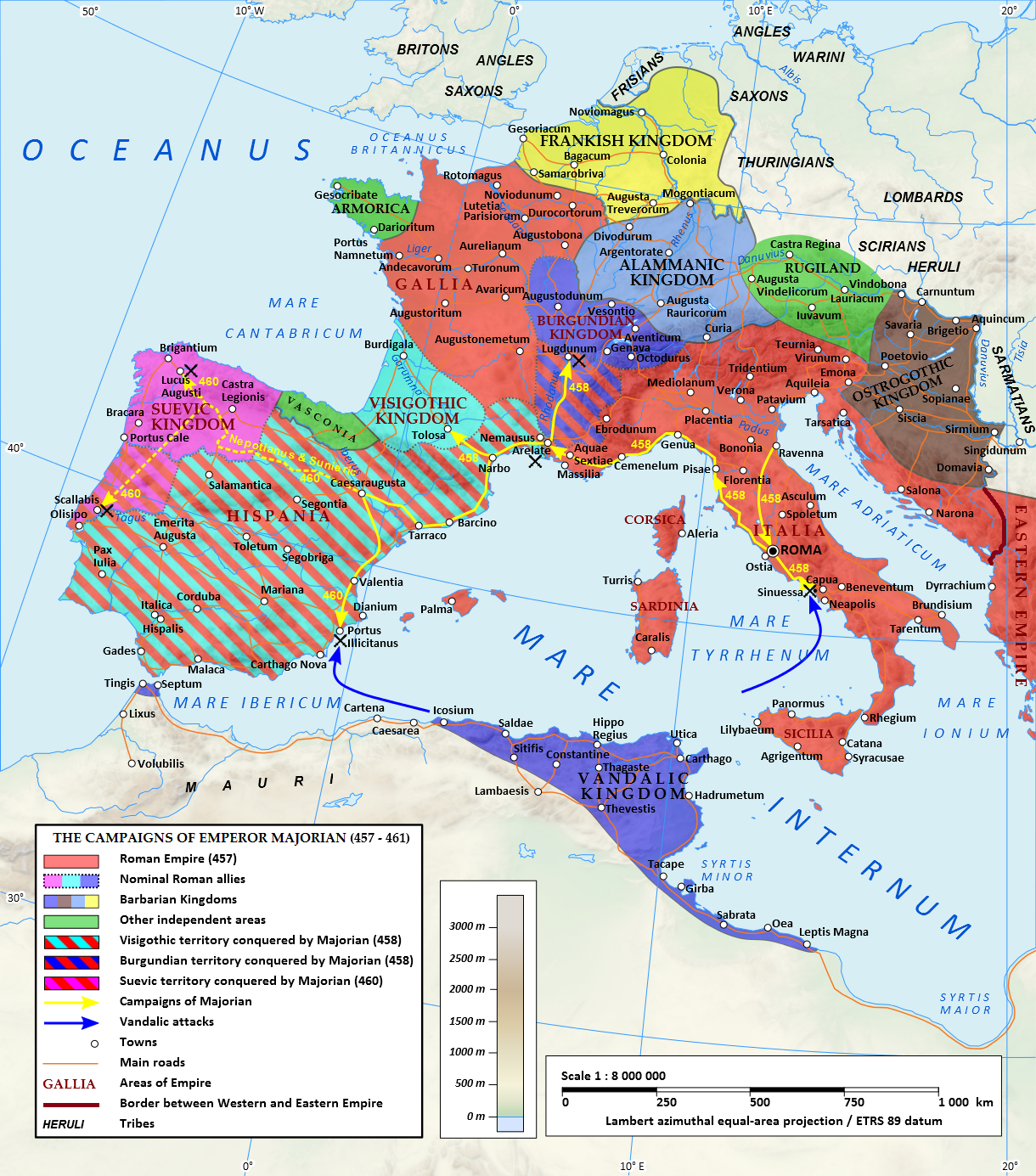
460年ごろの西ローマ帝国の領土変遷とゴート族・スエビ族・ヴァンダル族の活動領域

ローマ略奪の混乱を収拾したのは、西ゴート族の武力を借りて帝位に就いたアウィトゥスであった。
彼はアエティウスの腹心であり、アエティウス同様西ローマ帝国の再建に心を砕いたが、新皇帝は権力を掌握できなかった。アウィトゥス帝の権力は5世紀中頃の西ローマ帝国をとりまくすべての主要勢力の支持の如何にかかっていた。新帝は市民、元老院そして東ローマ皇帝マルキアヌスはもちろん、軍隊とその指揮官たち、そしてヴァンダル王ガイセリックの支持をも必要としていた。しかし、周辺国の支持を得られなかったばかりか国内の政権を掌握することも困難だった。実権はマヨリアヌス将軍とリキメル将軍にあったが、この両有力将軍を繋ぎ止めることができなかった。
また、西ローマの海軍が貧弱だったためヴァンダル王国を攻撃する戦力がなかった。ガイセリックは実戦攻撃力のない西ローマ帝国への穀物輸送を止め、飢餓によって西ローマ帝国と皇帝権力を転覆させようと試みた。これに対して西ローマ帝国は、456年、リキメル将軍はヴァンダル族を撃退するなど戦果をあげている。リキメル将軍はイタリア道の軍政長官へと昇進し、帝国内で不動の発言力を得ることになった。
一方、アウィトゥス帝は贅沢と好色のために市民の反感を買っており、やがてローマで反皇帝の暴動が発生した。アウィトゥス帝はローマを脱出したが、マヨリアヌス将軍とリキメル将軍に捕えられて、退位を条件に一命を約束されたものの、後に殺害される。
西ローマ皇帝が空位になると、東ローマ皇帝レオ1世 (東ローマ皇帝)はリキメルにパトリキ（宰相）の称号を与え、次いで457年2月28日にマギステル・ミリトゥム（軍務長官）に任命した。リキメルは西ゴートのワリア王の孫で、スエビ族の王家に連なるゲルマン人だったため、西ローマ皇帝になることはできなかった。だが、西ローマ帝国軍を指揮する総帥としてガリア、ヒスパニアそして北アフリカを占拠するゲルマン諸国家（フォエデラティ）の王の上に立つ存在であった。リキメルはこうした周辺国への政治的影響力を背景に傀儡皇帝を擁立してローマで権力を掌握するようになる。
最初に傀儡として選ばれたのが友人のマヨリアヌスである。457年4月1日、マヨリアヌスは軍からの推挙によって皇帝に推戴された。
新帝はガリアの再征服とヒスパニア遠征で軍事的事業に精力的に取り組み、華々しい軍功をあげた。マヨリアヌス帝はアウィトゥス帝時代に半独立状態にあったブルグント族と西ゴート族を屈服させて、それ以前の「同盟部族（フォエデラティ）」の立場に戻させることに成功した。そして、マヨリアヌス帝はヴァンダル王ガイセリックとの戦いを準備する。艦艇300隻を用意して遠征軍を派遣した。イベリア半島からローマ軍はマウレタリアに上陸を試み、敵の背後を取ろうとした。しかし、ヴァンダル族は食糧や家畜を持ち去り、井戸に毒を投げて焦土戦を展開した。ヴァンダル側の狡猾な戦法によりローマ軍は進軍を阻まれ、イベリア半島のバレンシアに停泊していた艦隊は、ガイセリックの攻撃部隊の奇襲により惨敗した。これにより、西ローマによる遠征は失敗し、再度ヴァンダル王国と和平を結ぶことになる。マヨリアヌス帝はローマに帰国の途中、友人のリキメルによって捕えられ、処刑されてしまう。リキメルの友人に対する凄惨な裏切りによって西ローマ帝国再建の最後の挑戦は潰え去った。
リキメルはローマ帝国の権力を完全に操り、都合のいい人物を皇帝に据えては廃位していた。リキメルはリウィウス・セウェルス帝を謀殺すると今度は帝位を東ローマ帝国のレオ1世が推薦するアンテミウス帝へと贈った。そして、新皇帝の娘を妻に迎えて実権を掌握した。ガイセリックは政争で混乱状態の西ローマ帝国を無視し、地中海で略奪行為を恣にしていた。

## ボン岬半島の戦い

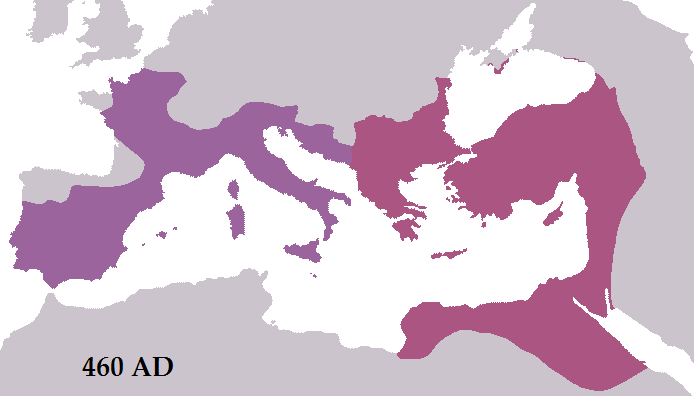
460年ごろの東西ローマ帝国の版図

東西のローマ帝国は共同戦線を張ってヴァンダル勢に対抗した。
リキメルは主人を変えても東ローマ帝国と協力関係を強化してヴァンダル族を討伐するという志を捨てたわけではなかったのである。東ローマ帝国レオ一世はリキメルの懇願に応えて強欲で知られる軍人バシリスクスを総大将に30万ポンドの軍資金を提供、10万人の兵力を結集し、東地中海の船舶を1千隻も徴募して討伐部隊を編成した。副将にはガイセリック同様、東ローマ帝国にとって最も邪魔な存在であったアドリア海の海賊の頭領マリケリヌスを充てた。厄介ものに対して厄介者をぶつけようとしたのである。
マリケリヌスはコルシカやサルディニアなど周辺海域を平定する一方、ガイセリックは次男のゲント(ガイセリックの子)を派遣し、空白となったギリシア近海を略奪させ、さらに猛威を振るった。強力な艦隊が周辺にいないことを良い事に、小型の船で強襲をかけ、一撃の後、戦利品を船に詰め込んで引き上げる海賊の戦法を裕福な東方で発揮した。これに対して、マリケリヌスはシチリアを占領、カルタゴに着実に接近しようと試みる。
468年8月、侵攻が進むにつれて総大将バシリスクスは決戦を仕掛けて勝利しようとした。ボン岬半島の沖に艦隊を進め上陸を図ろうとした。
この間、ヴァンダル軍の軍船は動きの鈍い東ローマ艦隊に襲撃を繰り返し、敵を執拗に苦しめた。不利を感じたバシリスクスは部隊を半島に上陸させた。だが、上陸地点は岩だらけの岬の突端で、上陸部隊は水も食料も欠く状況でカルタゴまで遠距離を敵の襲撃を受けながら行軍しなければならなくなった。カルタゴへの強行には無理がある、そう考え始めた折、こうした苦境で思いがけずガイセリックが和を請うて使節を派遣してきたのである。敵の降伏を喜んだバシリスクスは5日の期限を提示し返答まで待つように回答した。自分の勝利を信じたのである。この油断と時間の浪費が災いする。

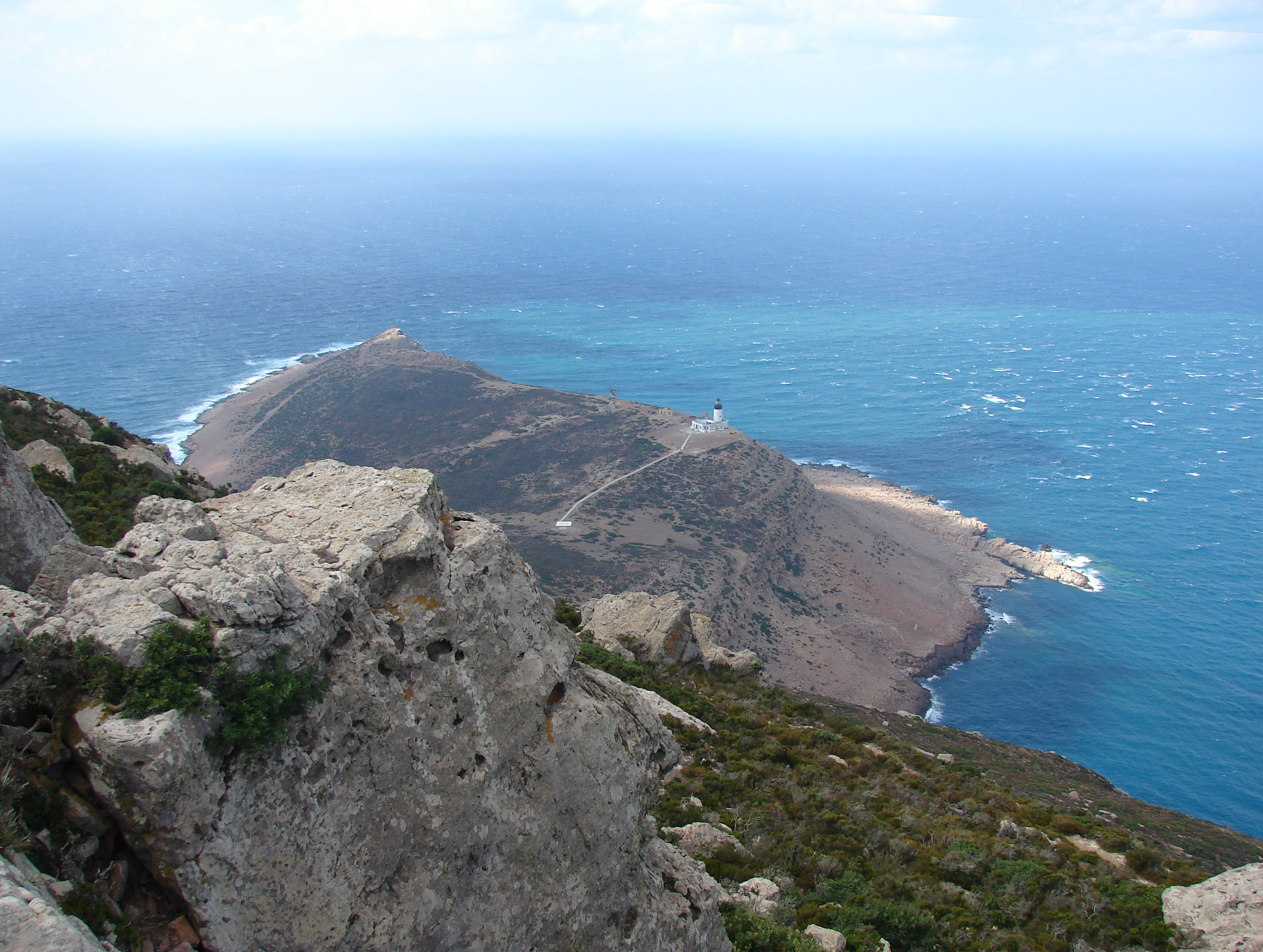
ボン岬半島の戦いの戦場となった地

降伏の申し出はガイセリックの偽計であり、ガイセリックは時間を稼ぎながら反撃の好機を待っていたのだ。そして、天候が急変し強い西風が吹き始めた。硫黄と原油を満載した75隻の火船が出港、東ローマ艦隊に向かって快速で進撃して次々と体当たりしていく。そして火球が投じられ東ローマ艦隊は瞬く間に炎上し業火に呑まれていった。不運なことに天候対策に東ローマ艦隊は岬の突端に密集陣形を取って舵を下していたため、被害を拡大させた。ガイセリックの巧妙な火攻めによりローマ艦隊は焼失するか、沈没するか、あるいは拿捕され、残る兵力も各々逃亡した。バシリスクスの副官ヨハネスはヴァンダル部隊を指揮するゲントの追撃部隊と決死の抗戦を試みた末に降伏を求められたがこれを拒絶、水面に身を投げている。
東西のローマ帝国にとってこのボン岬半島の戦いは最終的には700隻の艦艇が失われ、7万の兵が命を落とす大敗北となった。
バシリスクスはコンスタンティノープルへ逃げ帰り、マルケリヌスは（恐らくはリキメルの使嗾により）シチリアで部下に暗殺された。この結果、トリポリタニアとサルデーニャそしてシチリアがヴァンダル族に征服された。ヴァンダル族に対する遠征の失敗は東西ローマ帝国の軍事力を大きく減らせた。敗戦を知った西ゴート族はガリア・ヒスパニアへの領土拡大を、ヴァンダル族はイタリア襲撃をおのおの再開させた。

## 西ローマ滅亡と晩年

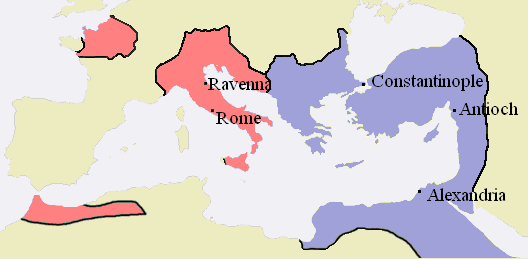
476年時点でのローマ帝国

リキメルはマリケリヌス暗殺を契機にアンテミウス帝と不和となり、謀反を起こした。472年、ミラノにゲルマン部族の傭兵たちを集めてローマへと進軍した。この軍勢には後のイタリア王オドアケルの部隊も含まれていた。
ローマは5か月に及ぶ包囲戦で飢餓が蔓延、472年7月11日、ローマはついに陥落した。また、ローマはこのとき進軍したゲルマン部隊により三度目の略奪を経験した。さらに、アンテミウス帝は逃亡を図るが逃亡先の寺院に身を隠しているところを敵に見つかり殺害された。リキメルはオリブリオスを皇帝に擁立したが、このときローマでペストが流行した。アンテミウス帝を廃位した6週間後の472年8月18日にリキメルは死去する。そして、新皇帝オリブリオスが病に倒れて472年10月23日に世を去る。新皇帝オリブリオスとその擁護者であったリキメルは、陰謀や戦さではなく病魔によってあっけなく命を落とした。
その後、ローマ皇帝にはグリケリウスが即位したが、ユリウス・ネポスによって追放され、ユリウス・ネポスが新たにローマ皇帝を名乗った。しかし、このユリウス・ネポスも東ローマの外交官とアッティラの重臣を経験したオレステスによって追放された。475年、ローマの帝権を掌握したオレステスは息子のロムルス・アウグストゥルスを帝位につける。アウグストゥルスとは「小アウグストゥス(皇帝)」という意味である。

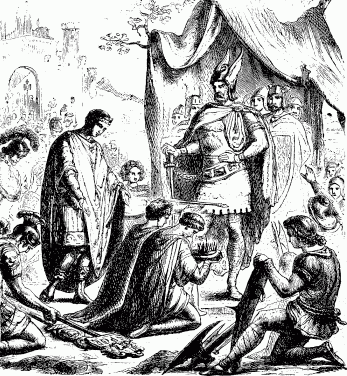
オドアケルに帝冠を渡すロムルス・アウグストゥルス

ローマに進駐していた傭兵軍は支配者となっていたオレステスに褒美としてイタリアの耕地の三分の一を求めたが断られてしまう。これまでの戦功が徒労に終わり失望した傭兵たちは、無力な皇帝とその父オレステスを見限り、将軍のオドアケルを擁立した。オドアケルはオレステスを殺害して、476年9月4日、ロムルスから帝権を象徴する帝冠と紫衣を没収し、これらを東ローマ皇帝ゼノンに返還した。476年9月23日、ゼノンはオドアケルをイタリア王に任命して統治権を保証した。ゼノンは最終的に東西ローマの皇帝位を廃止、帝位をローマ皇帝に集約させた。これにより、西ローマ帝国は名実ともに滅亡している。
ガイセリックは死の前年、西ローマ帝国滅亡を眺めていた。歴史の転換と自分の死期を悟ったガイセリックは最期の事業に着手する。オドアケルと領土交渉を始め、コルシカとサルディニアの領有を認めさせ、シチリアを南北に分割して南部の領有を取り決めた。こうしてイタリア王国との和平をまとめた。さらに、ガイセリックは敵対していた東ローマ帝国とも共存する道を模索した。東ローマ帝国はゼノンに対する反乱が発生するなど政情が依然として不安定で、再びヴァンダル王国を討伐する余裕は無かった。このため、東ローマ帝国もヴァンダル王国に対して平和を求めていたのである。コンスタンティノープルから派遣された使節はゼノンから相互不可侵協定を預かっていた。ゼノンはヴァンダル王国を対等の立場をもった独立国家として認め、その領土の領有権を侵害しないことを約束したのである。オドアケルの王位には東ローマの代理人としての地位しかなかったのと比べると破格の扱いである。ガイセリックの王位はローマ皇帝と同格ということを意味している。
477年7月25日、ガイセリックはヴァンダル王国の創建という大事業を成し遂げ、その都カルタゴで88年の生涯を終える。ガイセリックはローマ帝国の辺境で生まれて各地を放浪し、イベリア半島ではローマと苦闘を重ねアフリカに流れて新国家を創建した。ローマ帝国を海賊行為によって苦しめ、ローマを襲撃、帝国の心臓部で歴史に残る略奪を働いた。だが、それだけに留まらず自分の王国をローマ帝国と対等の独立国家としての地位を約束させたのである。まさに大往生であった。
以後のヴァンダル王国の盛衰は記事ヴァンダル王国に譲る。

## 関連作品
- 『バーバリアン・ライジング～ローマ帝国に反逆した戦士たち』 第7話